# Pic Blanc
Pic Blanc ist die Bezeichnung eines 2.650 Meter hohen Berges in Andorra. Von 1972 bis 1981 betrieb hier Sud Radio eine 900 Kilowatt starke Sendeanlage für Mittelwelle. Als Antennenanlage wurde eine Richtstrahlantenne verwendet, bestehend aus einem 86 Meter hohen geerdeten freistehenden Stahlfachwerkturm und einem isolierten freistehenden Stahlfachwerkturm, der als Reflektor diente.
Mit Ausnahme des Reflektorturms ist die Anlage heute noch vorhanden, dürfte aber nicht mehr betriebsfähig sein. Sie gilt als eine der höchstgelegenen Sendeanlagen Europas.